# روز شانس (فیلم ۲۰۱۹)
روز شانس (به انگلیسی: Lucky Day) یک فیلم کانادایی-فرانسوی در ژانر جنایی و اکشن محصول سال ۲۰۱۹ میلادی به کارگردانی و نویسندگی راجر آوری است. بازیگران اصلی این فیلم لوک بریسی و نینا دوبرو هستند.

## خلاصه داستان
داستان این فیلم دربارهٔ مردیست که از زندان آزاده شده و دیگر می‌خواهد خانواده خودش را کنار هم نگه دارد. اما یک قاتل روانی که به دنبال انتقام خون بردادرش است به دنبال اوست و….

## بازیگران
- لوک بریسی در نقش رد
- نینا دوبرو در نقش کلوئه
- کریسپین گلاور در نقش لوک
- الا رایان کوین در نقش بیتریس
- کلیفتن کالینز جونیور در نقش ارنستو سانچز
- کله بنت در نقش لروی
- دیوید هیولت در نقش دری بلارنی
- نادیا فارس در نقش لولیتا
- تامر سیسلی در نقش ژان ژاک
- مارک داکاسیوس در نقش لوئیس
- روبرتو کامپانلا در نقش پیر
- گابریل گراهام در نقش سابین
- جوسی هو
- دارین بیکر در نقش افسر لوندکویست
- اسکات فالکونبریج در نقش افسر مک کلین
- وول دارامولا در نقش موزامبیک[۲][۳]

## پاسخ انتقادی
در وب‌سایت جمع‌آوری نقد راتن تومیتوز، این فیلم بر اساس ۱۱ نقد، با میانگین امتیاز ۳٫۵ از ۱۰، دارای ۹ درصد تأییدیه است. همچنین در متاکریتیک که از میانگین وزنی استفاده می‌کند، بر اساس ۵ منتقد، امتیاز ۱۸ از ۱۰۰ را به فیلم اختصاص داده‌است که نشان دهنده «نفرت شدید» است.